# Ihar Sjankowitsch
Ihar Sjankowitsch (belarussisch Ігар Віктаравіч Зяньковіч; * 17. September 1987 in Minsk) ist ein belarussischer Fußballspieler.

## Karriere
Ihar Sjankowitsch begann seine Karriere 2006 beim FK Njoman Hrodna und wechselte 2007 zum FK Daryda. Nach einer Spielzeit ging er zu den belarussischen Vereinen FK Dinamo Minsk und Dnjapro Mahiljou. Von 2012 bis 2013 lief der Stürmer für den kasachischen Verein Aqschajyq Oral auf. Die zweite Hälfte der Saison 2013 verbrachte er bei Schachtjor Qaraghandy, wo er sechs Treffer in 17 Einsätzen erzielen konnte und am Ende der Spielzeit Torschützenkönig der kasachischen Premjer-Liga sowie Pokalsieger wurde. Im Frühjahr 2014 wechselte er zum Ligarivalen FK Aqtöbe.
Im Frühjahr 2015 wurde er vom türkischen Zweitligist Elazığspor verpflichtet. Da Sjankowitsch während seiner Zeit in Kasachstan die kasachische Staatsangehörigkeit angenommen hat, belegte er in der Türkei keinen Ausländerplatz. Bereits zum nächsten Saisonende verließ er den Klub wieder und kehrte nach Kasachstan zurück. In der zweiten Hälfte der Saison 2015 lief der Stürmer für den Tobol Qostanai auf. 2016 wurde er vom FK Taras unter Vertrag genommen. Stieg allerdings mit dem Verein ab. Daraufhin wechselte er erneut zum FK Aqtöbe.

## Erfolge
- Kasachischer Pokalsieger: 2013
- Kasachischer Torschützenkönig: 2013